# Chama Cha Mapinduzi

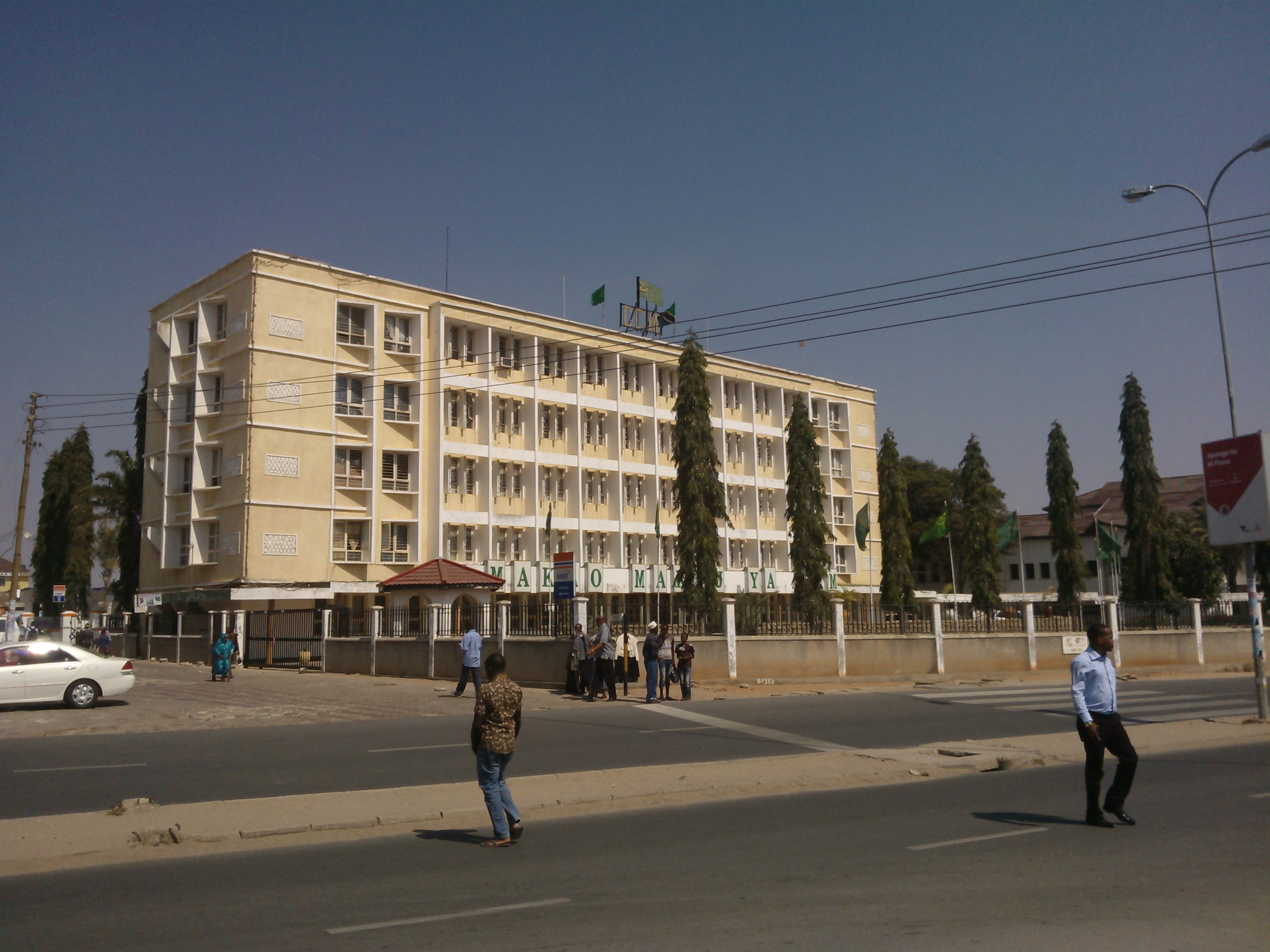
La sede nazionale del CCM a Dodoma

Il Chama Cha Mapinduzi (in swahili "Partito della Rivoluzione") è il principale partito politico della Tanzania. È stato fondato nel 1977 da Julius Nyerere, primo presidente e "padre della patria" tanzaniano, come proseguimento del TANU (Tanganyika African National Union) dopo la fusione fra Tanganica e Zanzibar e la nascita della moderna Tanzania. Da allora, il partito è rimasto costantemente al governo del Paese, dapprima in regime monopartitico e, dal 1992, attraverso la vittoria sistematica di tutte le consultazioni elettorali pluripartitiche.

## Storia
Il CCM nacque il 5 febbraio 1977, come fusione del Tanganyika African National Union (TANU), allora partito di governo del Tanganica, e il Partito Afro-Shirazi (ASP), partito di governo di Zanzibar. Dalla sua fondazione fino al 1992 il CCM fu l'unico partito politico legale della Tanzania. Il 1º luglio 1992 la costituzione della Tanzania venne modificata per consentire la formazione di altri partiti e quindi elezioni multipartitiche. L'opposizione non è comunque mai riuscita a scalzare il CCM dal governo del Paese né nelle elezioni presidenziali né in quelle legislative (tenutesi nel 1995, 2000 e 2005). Il consenso elettorale riportato alle elezioni del 2005 è del 70%. L'unico partito, infatti, in grado di contenere il potere del CCM è il Fronte Unito Civico, che a livello nazionale è all'11%, ma che a Zanzibar si attesta sul 38/40% dei voti.
Il partito è stato guidato da Nyerere fino al 1990; da Ali Hassan Mwinyi fino al 1996; da Benjamin Mkapa fino al 2005. Dal 2006 al 2015 è stato guidato da Jakaya Kikwete e dal 2015 da John Magufuli, presidente della Tanzania fino al 2021.

## Ideologia
Il CCM di Julius Nyerere viene considerato fra i movimenti che hanno maggiormente contribuito a definire il socialismo africano. In particolare, la politica di Nyerere era basata su un modello di agricoltura collettivizzata noto come ujamaa. 
Negli anni, il CCM ha gradualmente abbandonato le proprie posizioni, in particolare accettando alcuni principi del libero mercato e alcune forme di privatizzazione come strumenti per ridurre la povertà nel Paese. Attualmente, i principali obiettivi del CCM riguardano l'aumento della produttività del paese, l'aumento dell'occupazione, l'acquisizione di tecnologia, l'espansione sui mercati internazionali, e il rafforzamento dell'impresa privata come motore dell'economia.

## Risultati elettorali
| Elezione          | Voti      | %     | Seggi     |
| ----------------- | --------- | ----- | --------- |
| Parlamentari 1995 | 3.814.206 | 59,22 | 214 / 269 |
| Parlamentari 2000 | 4.628.127 | 65,19 | 258 / 295 |
| Parlamentari 2005 | 7.579.897 | 69,99 | 275 / 323 |
| Parlamentari 2010 | 4.641.830 | 60,20 | 259 / 350 |
| Parlamentari 2015 | 8.021.427 | 55,04 | 252 / 357 |